# Luigi Brotto
Luigi Brotto (Venezia Lido, 18 dicembre 1934 – Gussago, 28 dicembre 2024) è stato un calciatore italiano, di ruolo portiere.

## Carriera
Giocò in Serie A con Torino e Brescia. Dopo gli esordi nella massima serie a Torino passò al Modena in Serie B: coi canarini disputò tre campionati.
Poi passò alle rondinelle bresciane, sempre in Serie B: durante la sua militanza i lombardi ottennero la promozione in Serie A, e lui mantenne la rete inviolata per lungo tempo. Nel Brescia ha giocato 259 partite, nelle due Serie maggiori. Ha esordito in Serie A il 5 giugno 1955 a Firenze in Fiorentina-Torino (2-2).

## Palmarès

### Club

#### Competizioni nazionali
- Serie B: 1

Brescia: 1964-1965

## Biografia
Appassionato di musica lirica, ha cantato nel coro del Teatro Grande di Brescia.